# La maladie
«La maladie» или «Maladie» — рассказ-эссе польского писателя Анджея Сапковского, представляющий собой художественное переосмысление легенды о Тристане и Изольде. Рассказ входит в сборник «Мир короля Артура», который также содержит в себе публицистическую компиляцию мифов о короле Артуре. В эпиграфе приводятся стихи Болеслава Лесьмяна.
Название рассказа «Maladie» в переводе с французского означает «болезнь», и это слово рефреном проходит через все произведение: «Эта любовь, как странная болезнь. La maladie, как называют это южане из глубины суши. La maladie d’espoir, болезнь надежды. Самолюбивая слепота, причиняющая зло всем вокруг».

## Персонажи
- Моргольт ("Решение") — главный герой рассказа, от лица которого ведется повествование, рыцарь из Ольстера, сын Флэнна Юарбойла. Сражался с Тристаном в Дунн Логхайр и во время этого боя был ранен в голову, из-за чего начал страдать от провалов в памяти. По-видимому, эта рана все же была смертельной. На протяжении всего рассказа его преследует запах яблок как напоминание о ладье без руля, которая доставила их с Бранвен обратно в мир живых.
- Бранвен из  Корнуэлла, также известная как Бранвен из Тары или Бранвен из Тинтагель ("Повелительница Водорослей") — служанка Изольды Златокудрой. Моргольт, впервые увидев её на побережье, описывал её внешность так: «У неё было овальное, очень милое лицо, полные губы  необычной  формы, над  правой  бровью  родинка  или  небольшой  шрам  в  виде  перевернутого полумесяца». Именно Бранвен когда-то поднесла Тристану и Изольде любовный напиток, хотя Моргольт уверяет, что это не вина служанки и Тристан стал любовником Изольды еще до этого. По приказу госпожи Бранвен поменялась с ней местами в первую брачную ночь с королём Марком, чтобы доказать девственность Изольды, а затем была любовницей Тристана. Не справившись со своими чувствами к нему, она утопилась в заливе.
- Тристан из Лайонесса — рыцарь, вассал и воспитанник короля Марка, любовник Изольды Златокудрой и муж Изольды Белорукой. На момент начала рассказа он находится на грани жизни и смерти после тяжелого ранения. Моргольт, увидев Тристана бессильно лежащим на постели, отметил, что: «Тогда, в Байле Ата Клиат, это был юнец, веселый парень с мечтательными глазами, всегда с неизменной миленькой улыбочкой, от которой у дамочек чесался передок. Улыбочка, постоянная улыбочка, даже тогда, когда мы рубились в Дунн Логхайр. А сейчас… Сейчас его лицо было серым и истощенным, покрытым блестящими струйками пота, полопавшиеся, скривленные в подкову боли губы, провалившиеся и почерневшие от муки глаза». Скончался от раны, так и не дождавшись прибытия любимой.
- Изольда Белорукая — законная жена Тристана, госпожа замка Кархаинг. Моргольт при встрече описал её так: «Верьте или нет, с первого взгляда её нельзя было отличить от той, ирландской Изольды, моей родственницы, Златокудрой Изольды из Байле Ата Клиат. Лишь второй взгляд выдавал разницу — волосы немного темнее и не свиваются в локоны. Глаза зеленые, а не синие, более округлые, не той неповторимой миндалевидной формы. Немного другая форма и выражение губ. И еще руки. Да, руки были очень красивые. Мне кажется, она привыкла к льстивым сравнениям с алебастром или слоновой костью, но у меня белизна и гладкость этих рук вызывали воспоминания о полупрозрачных свечах, горящих в полумраке часовни Инис Витрин в Гластонбери». Покончила с собой, перерезав себе вены.
- Изольда Златокудрая — возлюбленная Тристана, принцесса из Ирландии. Как персонаж в рассказе не фигурирует, однако неоднократно упоминается. Её приезда отчаянно ждет смертельно раненый Тристан.
- Капеллан — загадочный персонаж, о котором почти ничего не известно. Монах появляется незаметно и через какое-то время кажется, что он всегда был здесь. Эту странную особенность несколько раз отмечает Моргольт: «Очень скоро я вообще перестал его замечать. Как будто он был там все время. Всегда». Именно он бросил Моргольту его меч во время последней битвы с Марджадоком и другими рыцарями. Тайна его личности так и не открывается: «Откуда он тут взялся? Или он был здесь все время? Ну, а если он был здесь все время... то кем он был? Кем он был, черт подери?»

## Сюжет
На морском побережье встречаются два одиноких всадника – рыцарь Моргольт и дама по имени Бранвен. Они слабо осознают себя, не помнят события ближайшего прошлого и то, как оказались в дюнах, но уверены, что так и должно быть. Они следуют вместе в замок Кархаинг, однако по дороге на них нападает шайка разбойников под предводительством Бека Де Корбина, они собираются ограбить рыцаря и совершить насилие над дамой. Моргольт в одиночку расправляется с разбойниками, и спутники продолжают путь. В замке Кархаинг их встречает Изольда Белорукая, и рыцарь вручает ей свой меч в знак преданности. Бранвен и Моргольт по очереди посещают покои тяжелораненого Тристана, и им становится ясно, что единственное, что поддерживает в нем жизнь – надежда увидеться со своей возлюбленной Изольдой Златокудрой. Бранвен и Моргольт сближаются и становятся любовниками, Бранвен рассказывает рыцарю некоторые эпизоды своей жизни – что она была любовницей Марка и Тристана и знала многих других мужчин, и заканчивает признанием, что совершила самоубийство. Моргольт пьет вино и беседует с капелланом об истории любви Тристана и Изольды. Из Тинтагеля должен скорее прийти корабль, причем было условлено, что если Изольда будет на борту, то парус будет белым, в противном же случае – черным. Когда на горизонте появляется корабль, прикованный к постели Тристан заставляет свою жену подойти к окну и сообщить ему, какого цвета парус. Сделав над собой усилие, преодолевая муки ревности, Изольда Белорукая говорит, что парус белый, хотя корабль все еще слишком далеко, чтобы это разглядеть. Тристан умирает с именем возлюбленной на устах, а его жена вскрывает себе вены. Выйдя из покоев Тристана, Моргольт и Бранвен встречают рыцаря по имени Марджадок и еще троих его спутников. Они намерены не допустить становления прекрасной легенды о любви Тристана и Изольды, сжечь замок и тело Тристана. Бранвен говорит рыцарям, что все они были убиты Тристаном в Моренском лесу. Неизвестно, какая сила вернула их к жизни и движет ими. Моргольт убивает Марджадока и остальных рыцарей, после чего они с Бранвен покидают замок, не интересуясь больше кораблем и цветом его парусов. Пахнущая яблоками ладья без руля отходит в Авалон без них, позволяя остаться в мире живых и начать новую легенду уже о своей собственной любви. 